# Claes Bang
Claes Bang (født 28. april 1967) er en dansk skuespiller og musiker. Han har bl.a. spillet hovedrollen i filmene The Square og William Tell.

## Baggrund
Bang er student fra Rødkilde Gymnasium. Han blev siden uddannet fra Statens Teaterskole i 1996 og debuterede samme år på Børneteatret Skægspire (1979-2013) i Odense. Han har siden haft i forskellige roller på Det Danske Teater, Husets Teater og Århus Teater.

## Karriere

### Skuespil
I perioden 2001 til 2004 havde han en fast stilling som skuespiller ved Aalborg Teater. I 2002 spurgte han om teatrets direktør om lov til at opføre en monolog fra Ondskaben, som er baseret på Jan Guillous roman Ondskaben. Efter at han forlod teatret i 2004, købte Bang rettighederne til værket, så han kunne opføre monologen ved andre teatre. Han opførte monologen omkring 400 gange, inklusiv på engelsk, i Danmark, Sverige, Storbritannien, Tyskland og Sydafrika.
Bang medvirkede i flere danske tv-serier og film tidligt i sin karriere, hvor han fik sit nationale gennembrud i Danmark i TV 2s politidrama-serie Anna Pihl (2006-2008), hvor han spillede politibetjent og romantisk interesse, Martin Krøyer. Serien blev ligeledes populær i Tyskland, hvor Bang efterfølgende medvirkede i flere tysktalende roller i både tv-serier (Küstenwache, SOKO Wismar, Notruf Hafenkante, Sibel & Max og Cologne P.D.) og i film (Jungle Child, Rettet Raffi!, Alle unter einer Tanne og Überleben an der Scheidungsfront).
I 2017 indtog Bang hovedrollen som museumskurator, Christian, i Ruben Östlunds film The Square, som vandt Palme d'Or ved Cannes Film Festival i 2017. Bang vandt prisen European Film Award for Best Actor, som den første dansker nogensinde.
I november 2018 blev Bang castet til at spille Grev Dracula i BBCs mini-series Dracula, skabt af producenterne bag Sherlock. I et interview for The Guardian, blev det rapporteret at mens han var “sexy” og “umættelig”, så leverede Bang også en “meget humoristisk optræden”.
Den 14. april 2020 blev det annonceret at Bang skulle medvirke i pilotepisoden af Little Room (oprindeligt The Agoraphobics Detective Society), som var produceret af Maggie Montieth og instrueret/skrevet af Bangs Dracula co-star Dolly Wells. Bang og de øvrige skuespillere optog sig selv i deres egne hjem over Zoom, hvor de hver især var ansvarlige for rekvisitter, kostumer, hår og makeup og lyd. Pilotepisoden blev frigivet af online af Pinpoint Presents den 27. maj 2020, hvorefter tilskuerne blev bedt om at donere beløb til The Film and Television Charity og Motion Picture & Television Fund, for at hjælpe dem indenfor film-, tv- og biografbrancherne, som var blevet økonomisk påvirket af COVID-19 pandemien.
I 2022 medvirkede Bang i Apple TVs komediedrama-serie Bad Sisters.
I 2024 medvirkede han i Apple TVs dramaserie The New Look i rollen som naziofficeren og Coco Chanels elsker, Hans von Dincklage. Han medvirkede i seks ud af ti afsnit.

### Musik
Som sideprojekt laver Bang musik under kunstnernavnet This Is Not America. Han har beskrevet projektet som “et helligt sted og kreativ legeplads, hvor der ingen instruktører, der bestemmer, findes”. Bang skriver og komponerer selv sange, og hans musiske stil bliver beskrevet som en blanding af Gangway, Pet Shop Boys og Depeche Mode. Musikvideoer og albumkunst til This Is Not America er blevet fremstillet af Bangs kone, Lis Kasper Bang, som også filmer og fotograferer.
Bang begyndte at komponere musik som en hobby på sin computer i 2002. Han indspiller selv klaver og guitar (han lærte sig selv at spille disse instrumenter, mens han var yngre) og mixer dem sammen med andre lyde på hans computer efterfølgende. Bang valgte sit kunstnernavn, This Is Not America for at omgå DR's politik med at ikke at spille musik produceret af danske skuespillere, og for at undgå at hans skuespilkarriere skulle påvirke folks opfattelse af hans musik. Kunstnernavnet stammer fra en sang af samme navn af David Bowie, som er en af Bangs store idoler. Bangs første tre singler; "Don't Come Crying", "Shameless", og "Run" blev spillet på P3 i over ét år før stationen fandt ud af at de var lavet af ham, og de blev efterfølgende spillet fortsat på flere DR-radiokanaler. Disse singler blev senere udgivet på debutalbummet Dislocated den 7. april 2010.
To af Bangs skuespillerkollegaer har medvirket på nogle af This Is Not America-numrene. I 2015 udgav han singlen "Still of the Night", featuring Charlotte Munck, hans medskuespiller i Anna Pihl. Under optagelserne til The Square, opdagede Bang at han og hans medskuespiller og musiker Marina Schiptjenko delte samme musiksmag, så han fremviste hende noget af sit musik og sendte hende demoer. Efter optagelserne var afsluttede indspillede de fem sange sammen i Bangs hjemmestudie i København. Duoen har siden udgivet singlerne "Who Am I", "I Don't Care" og "Here We Go".

## Privat
Claes Bang blev i september 2010 gift med stylist Lis Kasper Bang.

## Filmografi

### Film
| År   | Titel                        | Rolle                    |
| ---- | ---------------------------- | ------------------------ |
|      |                              |                          |
| 2014 | Unga Sophie Bell             | Klaus                    |
| 2015 | Rettet Raffi!                | Henry Wiese              |
| 2017 | The Square                   | Christian                |
| 2018 | The Girl in the Spider's Web | Jan Holtser              |
| 2019 | The Glass Room               | Viktor                   |
| 2019 | The Last Vermeer             | Joseph Piller            |
| 2019 | The Burnt Orange Heresy      | James Figueras           |
| 2019 | The Danish Boys              | Stefan                   |
| 2021 | Locked Down                  | Essien                   |
| 2022 | Miss Viborg                  | Lastbilchauffør (stemme) |
| 2022 | It Is in Us All              | Jack Considine           |
| 2022 | The Northman                 | Fjölnir the Brotherless  |
| 2022 | Diorama                      | Ben                      |
| 2023 | Stockholm Bloodbath          | Christian 2.             |
| 2024 | The Master and Margarita     | Pontiy Pilat             |
| 2024 | Bonjour Tristesse            | Raymond                  |
| 2024 | Englebørn                    | Psykolog                 |
| 2024 | William Tell                 | William Tell             |
| 2025 | Mother’s Baby                | Dr. Vilfort              |
| 2025 | The Great Arch               | Otto von Spreckelsen     |

### Tv
| År        | Titel             | Rolle                      | Afsnit                    |
| --------- | ----------------- | -------------------------- | ------------------------- |
| 2006-2008 | Anna Pihl         | Martin Krøyer              | 26 episoder               |
| 2012      | SOKO Wismar       | Urmas Savi                 | 1 episode                 |
| 2012      | Notruf Hafenkante | Holger Lüder               | 1 episode                 |
| 2013      | Dicte             | Arne Bay                   | 1 episode                 |
| 2013      | Broen             | Claudio                    | 3 episoder                |
| 2015-2016 | Sibel & Max       | Dr. Tobias Olsen           | 24 episoder               |
| 2016      | SOKO Köln         | Jens Jensen                | 1 episode                 |
| 2019      | The Affair        | Sasha Mann                 | 7 episoder                |
| 2020      | Dirty Diana       | Oliver                     | Podcast-serie, 6 episoder |
| 2020      | Dracula           | Dracula                    | 3 episoder                |
| 2022      | Bad Sisters       | John Paul Williams         | 10 episoder               |
| 2021-2024 | The Outlaws       | The Dean                   | 10 episoder               |
| 2024      | The New Look      | Hans Günther von Dincklage | 6 episoder                |

### Julekalendere
- Gufol mysteriet (1997,2004)
- Pyrus i alletiders eventyr (2000,2010,2019)